# Samuel Morton

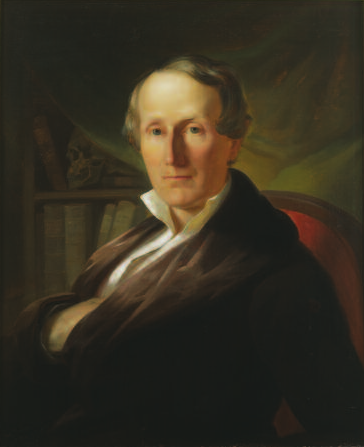
Samuel Morton

Samuel George Morton (* 1799; † 1851) war ein US-amerikanischer Anthropologe und Rassentheoretiker. Er gilt als der erste amerikanische Paläontologe und war unter anderem Präsident der Academy of Natural Sciences of Philadelphia. 1845 wurde er in die American Academy of Arts and Sciences gewählt.

## Leben
Zu seinen Kindern zählen Thomas George Morton und James St. Clair Morton.

## Forschung
Morton verfügte über eine Sammlung von nahezu 1000 menschlichen Schädeln. Durch Vermessung ihres Innenraumvolumens versuchte er – vor Darwins Evolutionstheorie – zu klären, ob die seinerzeit als Rassen bezeichneten Populationen des Menschen als unterschiedliche Arten einzustufen und somit getrennt erschaffen oder in einem einzigen Schöpfungsakt erschaffen worden seien. Mortons empirischer Ansatz, eine große Anzahl von Objekten unterschiedlicher Herkunft genau zu vermessen, war in seiner Epoche wegweisend.
Morton wurde später vorgeworfen, Rassen und Gehirnvolumen unter der Annahme in Korrelation gesetzt zu haben, dass daraus der Vorrang der weißen Rasse biologisch begründet werden könne. In jüngerer Zeit hatte ihm insbesondere Stephen Jay Gould zunächst 1978 in der Fachzeitschrift Science und später in seinem Buch The Mismeasure of Man vorgeworfen, vorurteilsbelastet gearbeitet und nur die Daten von ausgewählten Schädeln publiziert zu haben. Dieser Kunstgriff habe zu dem Ergebnis geführt, dass er die europäische Rasse als jene mit der höchsten intellektuellen Veranlagung beschreiben konnte; erst danach folgten die Asiaten, die „Indianer“ genannten Ureinwohner Amerikas und zuletzt die schwarzen Sklaven. Morton wurde von Gould daher als einer der führenden Rassisten seiner Zeit beschrieben.
In seinem Werk Crania Americana beschreibt Morton die Rassen zusammenfassend so: Die weiße Rasse habe die höchste Intelligenz und habe die bedeutendsten Menschen hervorgebracht. Die Asiaten siedelte Morton bereits deutlich unter den Weißen an. In diesem Zusammenhang erwähnte er, dass Asiaten zwar zu einer Art Zivilisation fähig seien, aber gelegentlich das Verhalten von Affen hätten. Die amerikanische Rasse (gemeint waren die Ureinwohner) sei unfähig zur Kultur, aggressiv und kindisch. Die Schwarzen würden sich in ihrem moralischen Charakter von anderen Rassen unterscheiden. Sie hätten eine Begabung für Musik und die Fähigkeit, andere zu imitieren. Außerdem würden sich diese „in ihr Schicksal ergeben“.
2011 berichtete jedoch ein Forscherteam um Jason E. Lewis (Stanford University), eine Nachmessung von rund der Hälfte der Schädel aus Mortons Sammlung habe ergeben, dass seine Messungen und die in seinen Publikationen berichteten Daten korrekt seien. Zugleich wurde Gould vorgeworfen, Mortons Arbeiten seinerseits vorurteilsbelastet interpretiert zu haben.